# فرنسيسكو بيدرو دو أمارال
فرنسيسكو بيدرو دو أمارال (بالبرتغالية: Francisco Pedro do Amaral) هو رسام ومهندس معماري برازيلي، ولد في 1790 في ريو دي جانيرو في البرازيل، وتوفي بنفس المكان في 10 نوفمبر 1831 بسبب سل.

## معرض صور

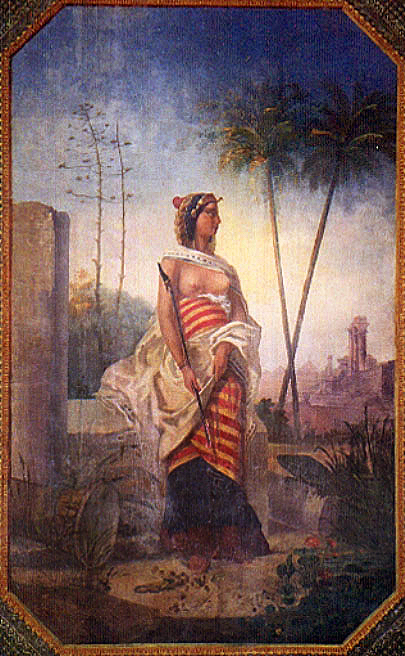
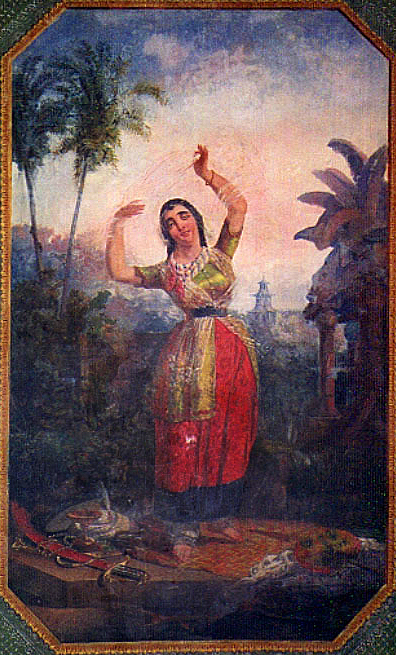
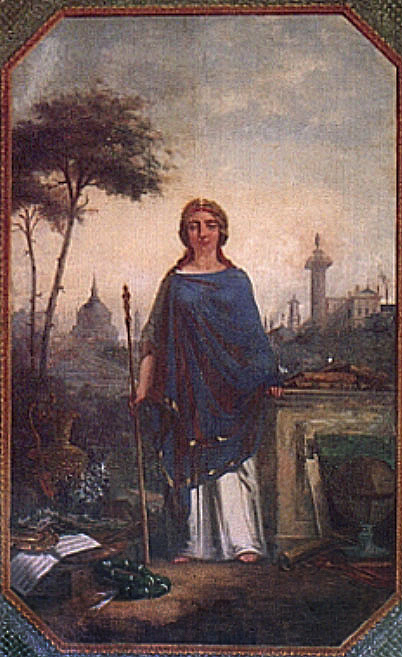